# Пратола Сера
Пра̀тола Сѐра (на италиански: Pratola Serra) е малко градче и община в Южна Италия, провинция Авелино, регион Кампания. Разположено е на 280 m надморска височина. Населението на общината е 3700 души (към 2010 г.).